# Astipalea (Cos)

Mapa de algunas de las ciudades griegas de Caria y de algunas islas del Dodecaneso, donde se aprecia la ubicación de Astipalea, en la isla de Cos.

Astipalea (en griego, Ἀστυπάλαια) es el nombre de una antigua ciudad de la isla de Cos. 
Según Estrabón, antes de vivir en la ciudad de Cos, sus habitantes vivían en Astipalea, situada en otra parte de la isla, también junto al mar. La ciudad de Cos se fundó posteriormente por sinecismo a causa de una revuelta en el año 366 a. C.
Se ha sugerido que estuvo localizada en la actual Kéfalos, donde se han hallado restos de un santuario del siglo V a. C.